# Mac Auisle
Mac Auisle va ser un cabdill nòrdic-gaèlic, rei viking del regne de Dublín que possiblement co-va regnar amb Halfdan de Dublín durant les absències d'aquest en campanyes vikingues. Fill i únic hereu del rei Auisle apareix als Annals d'Ulster sense nom i va morir el 883:
| « | […] el fill d'Auisle va morir a les mans del fill d'Iergne i la filla de Mael Sechnaill. | » |

Chronicon Scotorum concreta que va ser Ottár (possiblement Ottir Iarla), fill de Járnkné, i Muirgel filla de Máel Sechnaill mac Máele Ruanaid que van planejar la seva mort, però no s'ofereix el motiu. Presumptivament, durant pocs mesos Eoloir Jarnknesson (Ottár fill de Járnkné, genoll de ferro), es va fer amb el tron de Dublín. No s'ha de confondre amb Glúniairn, un altre dels monarques de Dublín (segle X).